# Drumright (Oklahoma)
Drumright est une ville des comtés de Creek et Payne, dans l'État d'Oklahoma, aux États-Unis,. En 2010, elle compte une population de 2 907 habitants.

## Démographie
Lors du recensement de 2010, la ville comptait une population de 2 907 habitants, tandis qu'en 2019, elle est estimée à 2 835 habitants.